# موشغ دوم مامیکونیان
موشغ دوم مامیکونیان (ارمنی: Մուշեղ Բ Մամիկոնյան; درگذشته ۵۹۳ میلادی) نجیب‌زاده ارمنی از دودمان مامیکونیان که سمت مرزبانی ارمنستان ساسانی را کوتاه مدتی در سال ۵۹۱ میلادی برعهده داشت. وی در سال ۵۹۳ میلادی درگذشت.